# مهدی اسلامیان
مهدی اسلامیان زندانی سیاسی ایرانی بود که در ۱۹ اردیبهشت ماه ۱۳۸۹ اعدام شد.

## بازداشت و زندان
مهدی اسلامیان در فروردین ماه ۸۷ به اتهام دست داشتن در انفجار حسینهٔ رهپویان شیراز، بازداشت شد. او برادر محسن اسلامیان (۱۹ ساله) بود که به همین اتهام بازداشت، محاکمه و به همراه دو تن دیگر به اسامی روزبه یحیی‌زاده و علی اصغر پشته در ۲۱ اردیبهشت ماه ۸۸ اعدام شدند.
دادستانی تهران در مورد اتهامات وارده به مهدی اسلامیان، او را متهم به مشارکت در بمب‌گذاری حسینیه رهپویان شیراز کرده و افروده بود که نوع همکاری او با برادرش «تلاش برای فراری دادن» و «خارج کردن برادرش محسن اسلامیان» بوده‌ است. به همین دلیل شعبهٔ ۱۵ دادگاه انقلاب به ریاست ابوالقاسم صلواتی در ۱۶ آذر سال ۸۸ اسلامیان را به اتهام محاربه به اعدام محکوم کرد.
مهدی اسلامیان در دوم اردیبهشت ۱۳۸۹ با نوشتن نامه‌ای از زندان خطاب به دبیرکل سازمان ملل متحد، اتهامات وارده به خود را تکذیب کرده و افزوده بود که «مدت دو سال است بی‌گناه تحمل حبس می‌نمایم و مدت یک سال است در سلول‌های مخوف و انفرادی بند ۲۰۹ زندان اوین زیر شدیدترین شکنجه‌ها قرار داشتم و تمامی این سختی‌ها را به جرم برادر بودن متحمل شدم.» او همچنین با رد اتهامات وارده از سوی دادگاه انقلاب اسلامی و معاونت امنیتی دادستان تهران از جمله رد اتهام «محاربه، افساد فی الارض، عضویت در انجمن پادشاهی، تلاش برای براندازی نظام جمهوری اسلامی ایران، و کمک مالی مؤثر به گروه‌های ضدانقلاب»، تأکید کرده بود که «بدون هیچ دلیل و مدرک و اعترافی توسط قاضی به اعدام محکوم شده‌است.»

## اعدام
او در ۱۹ اردیبهشت ماه ۱۳۸۹، به همراه چهار زندانی متهم به عضویت در «گروهک‌های ضدانقلاب» در زندان اوین تهران اعدام شد.